# Língua tseltal
A língua tseltal é uma língua maia falada no estado mexicano de Chiapas por aproximadamente 370 000 pessoas (principalmente pelos tseltais). No entanto alguns investigadores defendem que o território tseltal estende-se para sudeste até à Guatemala. São geralmente reconhecidos cinco dialectos: Bachajón, Ocosingo, Oxchuk, Tenejapa, Amatenango.
É uma língua aparentada com o tsotsil com o qual forma o ramo tseltalano da família das línguas maias. Juntamente com o tsotsil e o chol é uma das três línguas mais faladas em Chiapas. Porém, ao contrário do chol, o tsotsil e o tseltal em termos morfológicos são línguas línguas ergativas absolutivas.

## Alfabeto e fonologia
O alfabeto tseltal é constituído por: a, b, ch, ch', e, i, j, k, k', l, m, n, o, p, p', r, s, t, t', ts, ts', u, w, x, y, ('). Em algumas ocasiões inclui-se a letra h, sobretudo no dialecto Bachajón<>.
Veja-se que a língua tzeltal usa o alfabeto latino sem as letras D, F, G, Q, S (isolado), V. Apresenta as formas Tz’ (ou Ts’), Ch’, K1, P’ e o apóstrofo na sua grafia.
A glotalização é um aspecto importante do tseltal, uma vez que produz significados distintos. Veja-se o seguinte exemplo:
uts'inel : danifica, prejudicar
utsinel : acariciar, apalpar
|            | Bilabial | Bilabial  | Alveolar    | Alveolar    | Palatal | Palatal  | Velar  | Velar    | Uvular | Uvular   | Glotal |       |
| ---------- | -------- | --------- | ----------- | ----------- | ------- | -------- | ------ | -------- | ------ | -------- | ------ | ----- |
|            | normal   | implosiva | normal      | ejectiva    | normal  | ejectiva | normal | ejectiva | normal | ejectiva | normal |       |
| Oclusivas  | p [p]    |           | t [t]       | t' [t']     |         |          | k [k]  | k' [k']  |        |          | ' [ʔ]  |       |
| Africadas  |          |           | tz [ʦ]      | tz' [ʦ’]    | ch [ʧʰ] | ch' [ʧ’] |        |          |        |          |        |       |
| Fricativas |          |           | s [s]       | s [s]       | x [ʃ]   | x [ʃ]    |        |          | j [x]  | j [x]    | h [h]  | h [h] |
| Nasais     | m [m]    | m [m]     | n [n]       | n [n]       |         |          |        |          |        |          |        |       |
| Líquidas   |          |           | l [l] r [r] | l [l] r [r] |         |          |        |          |        |          |        |       |
| Semivogais |          |           |             |             | y [j]   | y [j]    | w [w]  | w [w]    |        |          |        |       |

## Morfologia e sintaxe
Como as demais línguas maias, trata-se de uma língua ergativa, isto é, estruturada a partir de prefixos e sufixos que se unem a radicais verbais ou substantivos. A forma mais simples de estruturar uma frase é verbo + complemento + sujeito. Há uma notável ausência de preposições, existindo apenas algumas poucas com amplas possibilidades semânticas: ta (para, em, com, por...) e k'alal (de, desde, até).
- Posse

Os prefixos e sufixos utilizados para denotar posse dos substantivos no tseltal faz-se do modo abaixo. Utiliza-se como exemplo o substantivo na (casa):
| singular         | plural                    |
| ---------------- | ------------------------- |
| jna (minha casa) | jnatik (nossa casa)       |
| ana (tua casa)   | anaik (sua casa de vocês) |
| sna (sua casa)   | snaik (sua casa de eles)  |

Se o substantivo começa com vogal os prefixos e sufixos serão do tipo abaixo, vejamos como exemplo ixim (milho):
| singular           | plural                        |
| ------------------ | ----------------------------- |
| kixim (meu milho)  | kiximtik (nosso milho)        |
| awixim (teu milho) | awiximik (seu milho de vocês) |
| yixim (seu milho)  | yiximik (seu milho de eles)   |

## Numerais
O sistema de numeração na língua tseltal é vigesimal (conta-se em múltiplos de vinte), à semelhança das demais línguas maias, e em geral, das restantes línguas mesoamericanas. Isto deve-se ao facto de estas línguas basearem o seu sistema numérico no número de dedos do ser humano, daí o número vinte poder ser designado como winik (homem ou genérico para ser humano), donde 40 será cha'winik (dois homens ou seres humanos), 60 será oxwinik (três homens ou seres humanos), etc.:
| 1 jun    | 6 wakeb    | 11 bulucheb    | 16 waklajuneb   | 400 jbak'      |
| 2 cheb   | 7 jukeb    | 12 lajchayeb   | 17 juklajuneb   | 8,000 jpik     |
| 3 oxeb   | 8 waxakeb  | 13 oxlajuneb   | 18 waxaklajuneb | 160,000 jkalab |
| 4 chaneb | 9 baluneb  | 14 chanlajuneb | 19 balunlajuneb |                |
| 5 jo'eb  | 10 lajuneb | 15 jo'lajuneb  | 20 jtab         |                |

## Amostra de texto
Spisil winiketik te ya xbejk´ajik ta k´inalil ay jrerechotik, mayuk mach´a chukul ya xbejka, ya jnatik stojol te jpisiltik ay snopibal sok sbijil joltik, ja´ me k´ux ya kaibatik ta jujun tul.
Português

Todos os seres humanos nascem livres e iguais em dignidade e direitos. São dotados de razão e consciência e devem agir em relação uns aos outros com espírito de fraternidade. (Artigo 1º - declaração universal dos Direitos Humanos)